# Com triomfar a Wall Street
Com triomfar a Wall Street (títol original: The Associate) és una pel·lícula estatunidenca de Donald Petrie estrenada l'any 1996. Aquest film és un remake de L'Associé, film francès dirigit per René Gainville, estrenada l'any 1979. Ha estat doblada al català.

## Argument
Treballant al món de la borsa, Laurel Ayres, brillant directiva s'adona que ha passat d'una promoció pel simple fet... de ser una dona. El seu col·lega Franck esdevé llavors el seu cap. Furiosa i fermament decidida a moure les coses, s'acomiada de la seva empresa i intenta crear la seva. Però Laurel molt ràpidament comprèn que una dona negra americana no és presa seriosament a Wall Street. També decideix tenir el seu propi associat, Robert S. Cutty, sexagenari, tauró de les finances i... blanc.
Laurel desafia els alts llocs de les finances, amb l'ajuda de la seva consagrada secretària Sally Dugan, i realitza nombrosos negocis financers fent-se passar per l'intermediari de Mr Cutty. Robert Cutty brilla pel seu èxit i esdevé llavors el blanc dels mitjans de comunicació i de la molt curiosa Cindy Mason que ho fa tot per descobrir qui és aquest misteriós Robert Cutty.
Camille Scott intenta seduir Cutty per descobrir les informacions que podrà portar al seu cap Donald Fallon. Laurel s'adona que la màquina va massa lluny i decideix desfer-se de Cutty, però massa tard serà presa amb nombrosos quiproquos.

## Repartiment
- Whoopi Goldberg: Laurel Ayres
- Dianne Wiest: Sally Dugan
- Eli Wallach: Donald Fallon
- Tim Daly: Frank Peterson
- Bebe Neuwirth: Camille Scott
- Austin Pendleton: Aesop Franklin
- Lainie Kazan: Cindy Mason
- George N. Martin: Walter Manchester
- Casa Holst: Una ballarina
- Allison Janney: Sandy
- Željko Ivanek: l'agent Thompkins de la SEC
- Miles Chapin: Harry
- Kenny Kerr: Charlie
- Ramón Rodríguez: Jossi
- Tony Todd: Thomas
- Helen Hanft: Mrs. Cupchick

## Crítica
Remake de "L'Associé" (René Gainville, 1968) que es transforma així en una comèdia lliurada a les batalles justes: el món, a més de fer fàstic, és masclista. Per moments, simpàtica"

## Banda sonora
L'àlbum amb la banda sonora de la pel·lícula va sortir l'octubre de 1996, sota el segell de Motown Records. Conté temes interpretats per Queen Latifah, Sophie B. Hawkins, Wynonna Judd, Tamia, CeCe Peniston, Kate Pierson i Cindy Wilson (de The B-52's), entre d'altres.